# Lex Hives
Lex Hives — п'ятий студійний альбом шведського рок-гурту The Hives, виданий в червні 2012-го року на лейблі Disque Hives.

## Список пісень
| #   | Назва                                    | Тривалість |
| --- | ---------------------------------------- | ---------- |
| 1.  | «Come On!»                               | 1:09       |
| 2.  | «Go Right Ahead»                         | 3:06       |
| 3.  | «1000 Answers»                           | 2:07       |
| 4.  | «I Want More»                            | 2:52       |
| 5.  | «Wait a Minute»                          | 3:02       |
| 6.  | «Patrolling Days»                        | 4:01       |
| 7.  | «Take Back the Toys»                     | 2:54       |
| 8.  | «Without the Money»                      | 1:54       |
| 9.  | «These Spectacles Reveal the Nostalgics» | 1:57       |
| 10. | «My Time is Coming»                      | 2:34       |
| 11. | «If I Had a Cent»                        | 2:01       |
| 12. | «Midnight Shifter»                       | 3:37       |
| 13. | «High School Shuffle (Bonus Track)»      | 3:03       |
| 14. | «Insane (Bonus Track)»                   | 2:47       |

## Сингли
- "Go Right Ahead" (3 квітня 2012)

## Учасники запису
- Хоулін Пелле Олмгвіст — вокал;
- Ніколас Арсон — електро-гітара, бек-вокал;
- Мікаель "Віджиланті" Карлстрьом — електро-гітара, бек-вокал;
- Маттіас "Доктор Метт Дістракшн" Бернвалл — бас-гітара;
- Кріс "Денжероус" Грехн — ударні.

### Запрошені музиканти
- Густав Бендт - саксофон;
- Пер Рустреск Йоханссон - саксофон;
- Йонас Куллхаммар - саксофон.